# 平田正房
平田 正房（ひらた まさふさ、延宝元年12月6日（1674年1月12日） - 寛保2年3月28日（1742年5月2日））は、薩摩藩鹿児島城下士。家格は寄合。本姓は桓武平氏。平田宗勝にはじまる平田家の7代目当主。薩摩藩家老平田宗正の孫で、薩摩藩家老平田靱負の父。諱は初め宗朋、のち宗房、正房。幼名は平三（あるいは平蔵）。通称は初め兵十郎、のち新左衛門。平田宗勝にはじまる同家は正房の代で、家格寄合に昇格したという。本人は家老にはならなかったが、勘定奉行まで昇進。

## 略歴
- 延宝元年：12月6日誕生。
- 天和元年：藩主島津綱貴が手ずから加冠して元服し、兵十郎と称す。
- 元禄12年（1699年）7月：祖父の隠居を受けて、家督相続。
- 同年～宝永2年（1705年）：志布志郷地頭職〈現在の鹿児島県志布志市〉に就任。当時の通称は兵十郎
- 同年：島津綱貴の50歳の賀において、大山後角右衛門貞長らとともに祝歌呈上。
- （宝永3年（1706年）～享保19年（1734年））栗野郷〈現在の鹿児島県湧水町〉地頭職に就任。
- 享保2年（1717年）、宗房の家は代々、「宗」の字を通字としてきたが徳川吉宗の将軍家継承決定後、藩法上、将軍やその一族の字の使用を禁止していたため、「宗房」から、祖父の「宗正」の一字をとって「正房」に改める。なお、子の宗輔（平田靱負）も同じ時期に「正輔」に改めた。
- 享保7年に島津吉貴の命で勘定奉行及び二番組頭に就任。
- 享保20年に隠居し、寛保2年3月28日に死去。法名は虚白院殿暁山道徹大居士。

## 家族
- 父：平田宗印（初め、諱は宗俊。病気ゆえ不家督、出家して入道意仙と称す。生没年は慶安2年 - 享保10年）
- 母：海江田信保の娘
- 妻：島津助之丞忠守（一所持格・島津家久の五男忠広より始まる島津準三男家2代目）の娘
- 子：平田正輔（母は島津助之丞忠守の娘）、島津久白（島津忠守の孫）の妻